# Paraplatypeza chandleri
Paraplatypeza chandleri är en tvåvingeart som först beskrevs av Vanhara 1981.  Paraplatypeza chandleri ingår i släktet Paraplatypeza och familjen svampflugor. Inga underarter finns listade i Catalogue of Life.